# جانن موسی
جانن موسی (انگلیسی: Džanan Musa؛ زادهٔ ۸ مهٔ ۱۹۹۹) بازیکن بسکتبال اهل بوسنی و هرزگوین است.
از باشگاه‌هایی که در آن بازی کرده‌است می‌توان به بروکلین نتس اشاره کرد.
وی در مسابقات کشوری و بین‌المللی در مجموع برندهٔ ۱ مدال طلا شده‌است.